# Franco Pandolfini
 (janvier 2013).
Si vous disposez d'ouvrages ou d'articles de référence ou si vous connaissez des sites web de qualité traitant du thème abordé ici, merci de compléter l'article en donnant les références utiles à sa vérifiabilité et en les liant à la section « Notes et références ».
Franco Pandolfini est un ténor italien et professeur de technique vocale (fin XIXe - milieu XXe siècle).

## Biographie
Franco Pandolfini est le fils du baryton Francesco Pandolfini (1836-1916) et le frère de la soprano Angelica Pandolfini (it) (1871-1959).
Franco Pandolfini enseigna à Nice et à San Remo (Italie) au début de XXe siècle).
De l’école  Pandolfini sortirent : Ninon Vallin, Solange Delmas, Georges Thill, Enzo Seri, Etienne Billot, René Landi.

## Sources
- Collectif, Georges Thill et l'Opéra français, L'Avant-scène, hors série, 1984, p. 58
- André Segond, Georges Thill ou L'Âge d'or de l'opéra, J-M. Laffont, 1980 (BNF 34682858), p. 31